# DH-10
DH-10은 2007년에 실전배치된 중국의 최신형 장거리 순항미사일이다. 동하이-10의 영어 약자이다. 동하이는 동해라는 뜻으로, 중국에서는 동중국해를 동하이라고 부른다. 제주도 남쪽 해역을 지칭하는 동중국해는 흑해 유전만큼 원유가 존재한다고 알려져 있으며, 센카쿠 열도 주변의 유전개발로 한중일이 유전개발과 관련된 영토분쟁을 하고 있는 지역이다.

## 역사
1970년대 미국은 순항미사일이 매우 비용대 효과가 높은 수단이라는 결론을 내렸다. 3,000 발의 순항미사일의 생산에는 83억 달러면 충분하며, 170대의 B-52 폭격기를 개조하는데 추가로 10억 달러가 소모된다고 보았다.
비록 비밀로 분류되어 공개되지는 않았지만, 미국의 연구와 관련, 중국도 미국의 연구에 바탕하여 연구를 하였고, 비용대 효과가 9:1이라는 결론을 내렸다. 이러한 결론에 따라 최초로 개발한 중국의 순항미사일이 사거리 400 km인 CF-1이다. 1993년에 생산이 시작되었다. 개량을 거쳐 1998년부터 사거리 800 km인 CF-2가 배치되었다.
CF-2의 문제점은 터보팬 엔진이 너무 커서 중국이 보유한 폭격기에 장착할 수가 없다는 점과, 사거리가 800 km 로 너무 짧다는 것이었다. 터보팬 순항미사일은 필요했지만, 당장은 중국의 기술이 부족했다.
1995년을 전후해서야 러시아 Kh-55 미사일의 모든 기술이 중국으로 이전되었다. 또한 1999년에서 2001년 사이에 Kh-55 완제품 6발을 우크라이나로부터 입수했다. 당시 이란도 우크라이나로부터 12발의 Kh-55 미사일을 입수했다. 이를 통해 HN-3 미사일과 DH-10 미사일을 개발하였다. DH-10 미사일은 폭격기에의 장착여부가 불확실하나, HN-3 미사일은 Tu-16의 라이센스 생산인 H-6 폭격기에 장착할 수 있다고 알려져 있다.

## 성능
무게 1.8톤, 터보팬 엔진을 사용하며, 사거리는 4000 km 이하로 추정된다. 탄두는 재래식 또는 90kT 핵탄두를 장착할 수 있다.
제인스에 따르면, 동하이-10은 2세대 지상공격용 순항미사일로, 개선된 관성항법장치, GPS, 지형대조맵핑 시스템, 디지털 화상매칭 종말 유도 시스템을 갖추고 있다. CEP는 10 m 정도로 추정된다.
2008년 펜타곤은 동하이-10은 사거리 4000 km 이상에 최대 250발 정도가 실전배치된 것으로 추정하고 있다.
그러나 중국은 2009년 건국 60주년 열병식에 CJ-10 미사일을 최초로 공개했으나, 동하이-10 미사일은 아직까지 공개한 적이 없다.

## 같이 보기
- CJ-10